# Uti possidetis
Uti possidetis (лат. поскольку владеете) — принцип, сложившийся в международной практике, который означает, что новые государства, получившие независимость, имеют ту же территорию и с теми же границами, которые имели прежде, будучи колониями или зависимыми территориями, в том числе административными единицами в составе других государств. Согласно правилу, старая административная граница, ранее существовавшая в пределах территории вновь образованного независимого государства, становится международной границей.
Данный принцип не является самостоятельным правовым принципом, поскольку обретает свой правовой характер только в рамках более широкого международно-правового принципа нерушимости границ. Он направлен на сохранение существовавшего порядка управления территорией и ранее сложившихся межгосударственных отношений по поводу её границ, чтобы обеспечить стабильность международного правопорядка в целом. Под эту доктрину может подпасть любое использование состояния фактического владения вещью в качестве юридического критерия.
Изначальная полная формулировка: «uti possidetis, ita possideatis» (лат. ‛как владеете, так и владейте’, ‛чем владеете, тем и владейте’). Иногда к формулировке добавляется слово «juris» (лат. uti possidetis juris), что означает владение юридическое, а не фактическое, и соответственно этот принцип в таком случае применяется к юридическим границам, а не к фактическим.

## История возникновения
Изначально принцип uti possidetis происходит из римского частного права, где он применялся в качестве обозначения распоряжения претора о принадлежности спорного недвижимого имущества прежнему (фактическому) владельцу, то есть воспрещалось нарушение существующего положения вещей между двумя лицами впредь до окончательного разрешения спора.
В международном праве принцип uti possidetis впервые применён в современную эпоху в Латинской Америке, когда государства — бывшие колонии Испанской империи добивались независимости. Основной целью новых латиноамериканских государств было стремление закрепить своё положение на территориях, которые юридически принадлежали Испанской империи, с тем чтобы признать себя её преемниками, унаследовавшими все колониальные земли в пределах существовавших административных границ. Главное заключалось в том, чтобы на континенте не оставалось ни одного района terra nullius (то есть территорий, не принадлежащих никакому государству), поэтому в разрешении пограничных вопросов был избран принцип uti possidetis.
Известный юрист-международник Ян Броунли описывает данную ситуацию следующим образом:
После того, как перестала существовать общая суверенная власть, потребовалось достигнуть согласия относительно общего принципа демаркации, поскольку все стремились избежать обращения к силе. Был принят соответствующий колониальному периоду принцип uti possidetis, то есть принцип, предусматривающий сохранение демаркации, существовавшей при колониальном режиме, применительно к каждой колониальной единице, ставшей государством
Некоторые латиноамериканские государства решили узаконить применение принципа uti possidetis и отразить его в различных нормативных документах принятых на континенте. К примеру, положения данного принципа были включены в Конституцию Венесуэлы 1830 года и Конституцию Гондураса 1839 года, а также в Договор о границе между Колумбией и Перу от 22 сентября 1829 года. Хотя всё равно в последующем этим государствам не удалось избежать пограничных споров между собой. Поэтому многие юристы придерживаются мнения, что не следует абсолютизировать значение данного принципа, поскольку применение принципа uti possidetis имеет ряд недостатков, которые не способствуют решению споров по существу, кроме того, старые испанские административные границы часто были определены недостаточно чётко и трудно доказуемы.

## Современная практика применения

### Африка
21 июля 1964 года в Каире в рамках Организации африканского единства была принята Резолюция 16(1) о пограничных спорах, в которой закреплялось, что государства-участники берут на себя обязательства уважать колониальные границы, существовавшие до достижения ими национальной независимости. Резолюция представляет собой политическое заявление, направленное на то, чтобы в будущем у государств не возникал вопрос о пересмотре границ, установленных согласно принципу uti possidetis после деколонизации, не иначе как только по обоюдному согласию. Поскольку на африканском континенте ситуация с границами была более сложной, чем на латиноамериканском, прежде всего, тем, что колониальные границы устанавливались метрополиями без соблюдения интересов местного населения, нарушая сложившиеся в течение длительного времени естественные границы проживания различных племён. Поэтому передел этих границ мог бы стать угрозой миру и обернуться множеством кровопролитных войн между африканскими государствами, которыми бы воспользовались бывшие метрополии в качестве основания для восстановления своего утраченного колониального господства.

#### Пограничный спор между Буркина-Фасо и Мали

Спорная пограничная полоса располагалась на северо-востоке Буркина-Фасо в провинции Удалан. На карте помечена красным цветом.

В 1985 году разгорелся пограничный конфликт между Буркина-Фасо и Мали из-за принадлежности территории, богатой минеральными ресурсами, которая находилась на недемаркированном участке границы между государствами. Вопрос о принадлежности приграничной территории и определении пограничной полосы был передан в Международный суд ООН, который поделил спорную территорию примерно пополам. В своём решении суд указал суть принципа uti possidetis — «обеспечение уважения территориальных границ в момент приобретения государством независимости; территориальные границы могут быть лишь разграничительными линиями между различными административными округами или колониями, подвластными одному и тому же суверену, поэтому применение принципа uti possidetis привело к тому, что бывшие административные границы преобразовались в международные границы в полном смысле этого понятия». Более того, суд заявил, что принцип uti possidetis вытекает из общей нормы международного права, а значит может быть применён не только в отношении бывших колониальных государств, но и в любых других ситуациях, когда имеет место распад суверенного государства или отделение от него какой-либо территориальной части.

### Бывшая Югославия

В 1992 году административные границы между бывшими республиками СФРЮ стали международными, кроме границы между Сербией и Черногорией

Арбитражная комиссия по Югославии, созданная Европейским сообществом для разрешения спорных юридических вопросов в связи с распадом югославской федерации, пришла к выводу, что с момента распада федерации и обретения вновь образованными государствами независимости внутренние межреспубликанские границы превратились в международные границы в соответствии с принципом uti possidetis. В Заключении № 2 Арбитражная комиссия, рассматривая вопрос о внутренних границах между Сербией и Хорватией и Сербией и Боснией и Герцеговиной, указала, что независимо от любых обстоятельств, право на самоопределение не может и не должно влечь за собой изменения уже существующих границ при получении государством независимости (uti possidetis juris), кроме как в случаях, когда государства сами договорились об изменении своих границ. В Заключении № 3 Арбитражная комиссия, применяя принцип uti possidetis к границам бывших югославских республик, сослалась на Решение Международного Суда ООН от 22 декабря 1986 года по делу Буркина-Фасо и Мали (спор о границе), где uti possidetis признаётся в качестве общего принципа международного права, применимого абсолютно любому государству.
Многие государства и международные организации также поддержали нерушимость внутренних республиканских границ СФРЮ. В Заявлении по Югославии Глав государств и правительств Североатлантического Совета, состоявшегося 7—8 ноября 1991 года в Риме, говорилось, что все попытки изменить существующие границы путём применения силы или политики fait accompli (поставить перед свершившимся фактом) неприемлемы и потому любые действия по одностороннему изменению уже существующих границ признаваться не будут.

### Бывший Советский Союз
Во время распада СССР принцип uti possidetis подразумевался при заключении договоров между бывшими республиками, объявившие внутренние административные границы Союза ССР в качестве межгосударственных. В статье 5 Соглашения о создании Содружества Независимых Государств, подписанного в Беловежской пуще 8 декабря 1991 года, предусматривалось, что государства признают и уважают территориальную целостность друг друга и неприкосновенность существующих границ в рамках СНГ. Они гарантируют открытость границ, свободу передвижения граждан и передачи информации в рамках содружества. После ратификации Соглашения о создании Содружества Независимых Государств Украина не подписала Устав СНГ, таким образом, не став его членом. Кроме того, статья 6 Договора между РСФСР и УССР от 19 ноября 1990 года предусматривает конкретно, что обе стороны признают и уважают территориальную целостность друг друга в существующих в рамках СССР границах. 10 декабря 2018 года президент Украины Пётр Порошенко подписал закон «О прекращении действия Договора о дружбе, сотрудничестве и партнёрстве между Украиной и Российской Федерацией».

### Чехословакия
Договор об общей делимитации общих государственных границ от 29 октября 1992 года между Чешской Республикой и Словакией подтвердил, что межгосударственной границей между этими двумя новыми государствами при получении ими независимости 1 января 1993 года будет прежняя административная граница, существующая между чешской и словацкой частями бывшего ЧССР.